# Корпус Фризо-Керуския
Корпус Фризо-Керуския — студенческая корпорация из города Карлсруэ, входящая в Вайнхаймское объединение студенческих корпусов (WSC). Корпус Фризо-Керуския объединяет студентов и выпускников Технологического института Карлсруэ, а также других высших учебных заведений города Карлсруэ. Корпус (Corps) является одним из типов студенческих корпораций в немецкоговорящем пространстве. Члены Фризо-Керускии являются приверженцами таких ценностей, как демократия, толерантность и мензур. Членом студенческого корпуса может стать любой студент мужского пола, независимо от его национальности, политических взглядов, религии и прочего. Членство в студенческом корпусе сохраняется, как правило, на протяжении всей жизни. Старшие, работающие члены общины оказывают всяческую поддержку новоиспеченным членам студенческого корпуса, находящимся в начале их жизненного пути. Во время официальных мероприятий корпуса его члены носят отличительные ленты, шляпы, а также другую атрибутику (т. н. couleur).

## Быт студенческого корпуса
Студенческий корпус состоит из активных членов, обязательно являющихся студентами ВУЗа, и работающих членов, финансирующих деятельность корпуса. Будущие члены, как правило, приходят в корпус во время поиска жилья для учебы. После знакомства с членами корпуса кандидата принимают в общину и, соответственно, предоставляют ему жилье на два года. Тем самым кандидат становится членом корпуса, находящимся на пробном периоде (Fuchs). Во время этого пробного периода Fuchs детальнее знакомится с бытом корпуса, его традициями и членами. Для того, чтобы стать полноправным членом корпуса (Bursch), необходимо сдать устный экзамен на знание истории своего корпуса, отфехтовать один поединок и рассказать 20-минутный доклад на свободную тему. Обычно пробный период длится 7-12 месяцев.
Став полноправным членом корпуса, его член должен пару семестров руководить его деятельностью, например организовывая мероприятия, модерируя совещания или заведуя бухгалтерией. Также полноправному члену необходимо отфехтовать еще один поединок и рассказать 50-минутный доклад на свободную тему. После выполнения всех этих критериев в случае отсутствия проблем с учебой, член корпуса имеет право стать «неактивным», то есть членом, не принимающим конкретного участия в руководстве корпуса, но помогающим и дающим советы более молодым членам.
После окончания учебы и наличия стабильной работы, неактивный член становится «Старым Господином» (Alter Herr). Старые Господины не имеют обязанностей в корпусе, за исключением его финансирования. Старый Господин — высшая посмертная ступень в иерархии корпуса. По состоянию на 18 августа 2020 года в корпусе Фризо-Керуския насчитывается 160 Старых Господинов.
Быт корпуса состоит из множества мероприятий различного рода. Зимний семестр начитается, по аналогии с университетом, в середине октября, летний — в середине апреля. Каждый семестр начинается с т. н. Kneipe — организованного пения студенческих песен в главном зале дома корпуса. Во время Kneipe новоиспеченные члены в первый раз имеют возможность познакомиться со Старыми Господинами. Старые Господины, в свою очередь, очень охотно идут на знакомство, передавая молодым свой опыт и рассказывая про свои студенческие годы.
День рождения корпуса отмечается с пятницы по воскресение через неделю после Праздника Тела и Крови Христовых. В пятницу организовывается банкет, но если дата круглая — бал. На субботу приходится Kneipe, а на воскресенье — совместный завтрак с семьями и родителями членов корпуса.
В Вознесеньев день члены корпуса отправляются в Вайнхайм на годовой съезд студенческих корпусов. Во время съезда члены корпуса могут познакомиться со студентами других ВУЗов из Германии и обменяться опытом.
На неделю, на которую приходится День Святой Троицы, некоторые члены корпуса разного возраста отправляются плавать под парусом на Европейское побережье.
Шесть раз в семестр в главном зале дома проводятся совещания активных членов корпуса. На совещаниях подводятся итоги прошедших мероприятий, обсуждаются организационные моменты и демократическим путем решаются важные вопросы.

## История
Корпус Фризо-Керуския Карлсруэ был создан 7 октября 1950 года в результате слияния двух студенческих общин и является членом Вайнхаймского объединения студенческих корпусов (WSC).
Самая старая из трех общин — студенческое землячество Тевтония (Landsmannschaft Teutonia) было основано 14 декабря 1860 года при Швейцарской Высшей Технической Школе в Цюрихе шестью членами студенческих землячеств Слезвиго-Хользатия (Landsmannschaft Slesvico-Holsatia) и Фризия (Landsmannschaft Frisia) из города Ганновер. После споров между студентами и ректоратом Высшей Технической Школы, связанными с запретом мензурного фехтования на территории Швейцарии, землячество переехало в Карлсруэ. Из-за более старых прав на имя одноименного студенческого товарищества Тевтония (Burschenschaft Teutonia), уже существовавшем на тот момент в Карлсруэ, землячество Тевтония переименовало себя во Фризию (Frisia). Цветами Фризии являлись светло-синий-белый-черный, девизом — «Вера, свобода и единство» (Fides, libertas, unitas). 26 мая 1887 года Фризия была признана полноправным корпусом при Технической Школе Карлсруэ и, таким образом, вошла в Вайнхаймское объединение студенческих корпусов. В 1902 году в восточной части города был построен собственный дом корпуса. В летнем семестре 1905 года члены Фризии в Данциге воссоздали карлсруэскую общину Балтика в качестве корпуса.
Вторая община, Керуския Карлсруэ (Cheruskia Karlsruhe), была основана 2 января 1870 года шестью гимназистами как школьное братство (Schülerverbindung). В зимнем семестре 1874/75 годов община изменила свой тип, став черной общиной (фехтующая община, отвергающая ношение своей символики её членами). Несколько позже община была признана академической при Технической Школе Карлсруэ. 28 июля 1925 года Керуския была признана полноправным корпусом, а 17 мая 1926 года стала полноправным членом Вайнхаймского объединения студенческих корпусов. Цветами Керускии являлись синий-белый-зеленый, Девизом — «Друг груди врага впереди» (Amico pectus, hosti frontem!).
17 июля 1925 года Керуския Карлсруэ создала филиал (Cheruscia Danzig) своего корпуса в Вольном городе Данциг. Так как в то время в Данцигском политехническом университете обучались как польская, так и немецкая диаспора, в университете развилась полемика, на каком языке вести преподавательскую деятельность. Для поддержки немецкой диаспоры по инициативе некоторых членов Керускии Карлсруэ и был создан филиал корпуса. Цветами данцигской Керускии являлись зеленый-белый-оранжевый, девизом — «Сила свободы» (Virtute libertas!). В качестве дома для корпуса мэрия предоставила старый каземат на горе Хагельсберг близ университета. Однако в связи с приходом национал-социалистов к власти и последующим ограничением деятельности различный организаций, корпус Керуския Данциг в 1935 году был вынужден прекратить свое существование.
После окончания Второй Мировой Войны члены Фризии и Керускии приняли решение объединиться под именем Фризо-Керуския. Цветами нового корпуса стали компромиссные светло-синий-белый-темно-синий. Девизом стало «Мужество одного ведет к силе всех» (Virtus unius, fors omnium). Поскольку дом Керускии был разрушен в годы Второй Мировой Войны, дом Фризии стал домом Фризо-Керускии и местом для проведения мероприятий. Официальный пакт об объединении был подписан 7 октября 1950 года в Вайнхайме.

## Известные члены корпуса
В алфавитном порядке
- Герман Биллинг (1867—1946) — известный архитектор стиля модерн, дизайнер и профессор университета
- Фридрих Блохманн (1858—1931) — профессор зоологии
- Отто Грубер (1883—1957) — профессор строительства, строительных материалов и теории строительных материалов, ректор Ахенской Высшей Технической Школы
- Армин Б. Кремерс (* 1946) — математик и информатик, декан факультета математики и естественных наук (2004—2008 гг.) и проректор по планированию и финансам (2009—2014 гг.) Боннского университета, основатель и научный директор Международного центра информации Бонн-Аахен(2002—2014)
- Вильгельм Кепплер (1882—1960) — инженер, менеджер, в 1938—1945 статс-секретарь министерства иностранных дел, председатель наблюдательного совета BRABAG, инициатор группы Кепплера
- Пол Кляйнеферс (1905—2001) — предприниматель, меценат и писатель
- Рейнхольд Крон (1852—1932) — инженер, профессор мостостроения, ректор Гданьского политехнического университета
- Вернер Лейнс (1912—1994) — глава автобана Баден-Вюртемберга, профессор дорожного строительства, земляных работ и строительства туннелей
- Юлиус Полиг мл. (1870—1942) — директор и член наблюдательного совета Pohlig AG, пионер строительства канатной дороги
- Георг Ховальдт (1841—1909) — судостроитель и предприниматель
- А. Дж. Георг Ховальдт (1870—1937) — судостроитель и предприниматель
- Эрнст Шиле (1865—1933) — промышленник в системах отопления и вентиляции, член гамбургского парламента
- Рудольф Шмик (1858—1934) — инженер-строитель, пионер гидроэнергетики
- Отто Штромейер (1881—1943) — производитель табака, издатель газет, председатель наблюдательного совета Bayerische Flugzeugwerke AG и Süddeutsche Terrain AG